# Urpo Ylönen
Urpo Yrjö Juhani Ylönen (* 25. května 1943, Käkisalmi) je bývalý finský lední hokejista, brankář. V roce 1970 byl vyhlášen nejlepším brankářem světového šampionátu. Zúčastnil se MS 1963, 1965, 1967, 1969, 1970, 1971, 1977 a 1978. Zúčastnil se olympijských turnajů v letech 1964, 1968 a 1976. V národním týmu odehrál celkem 188 zápasů. Finskou nejvyšší soutěž hrál za TuTo a TPS Turku. S TPS se stal mistrem Finska v roce 1976. Zahrál si i německou nejvyšší soutěž za ERC Freiburg. Třikrát byl vyhlášen nejlepším finským hokejistou roku (1967, 1968, 1970). V roce 1988 byl uveden do finské hokejové síně slávy, roku 1997 do Síně slávy Mezinárodní hokejové federace. Je po něm nazvána Cena Urpo Ylönena pro nejlepšího gólmana finské ligy. Po skončení hráčské kariéry se stal trenérem, přes 20 let trénoval brankáře v TPS, k jeho svěřencům zde patřili Miikka Kiprusoff, Fredrik Norrena, Antero Niittymäki, Alexander Salák nebo Ari Sulander. Občas se postavil na lavičku i jako hlavní trenér (KooKoo) či asistent (finská dvacítka, Kiekko-67). Jako asistent se podílel na dvou medailích z mistrovství světa juniorů (zlato 1987, bronz 1988).